# Kölner Stadtplan von 1752

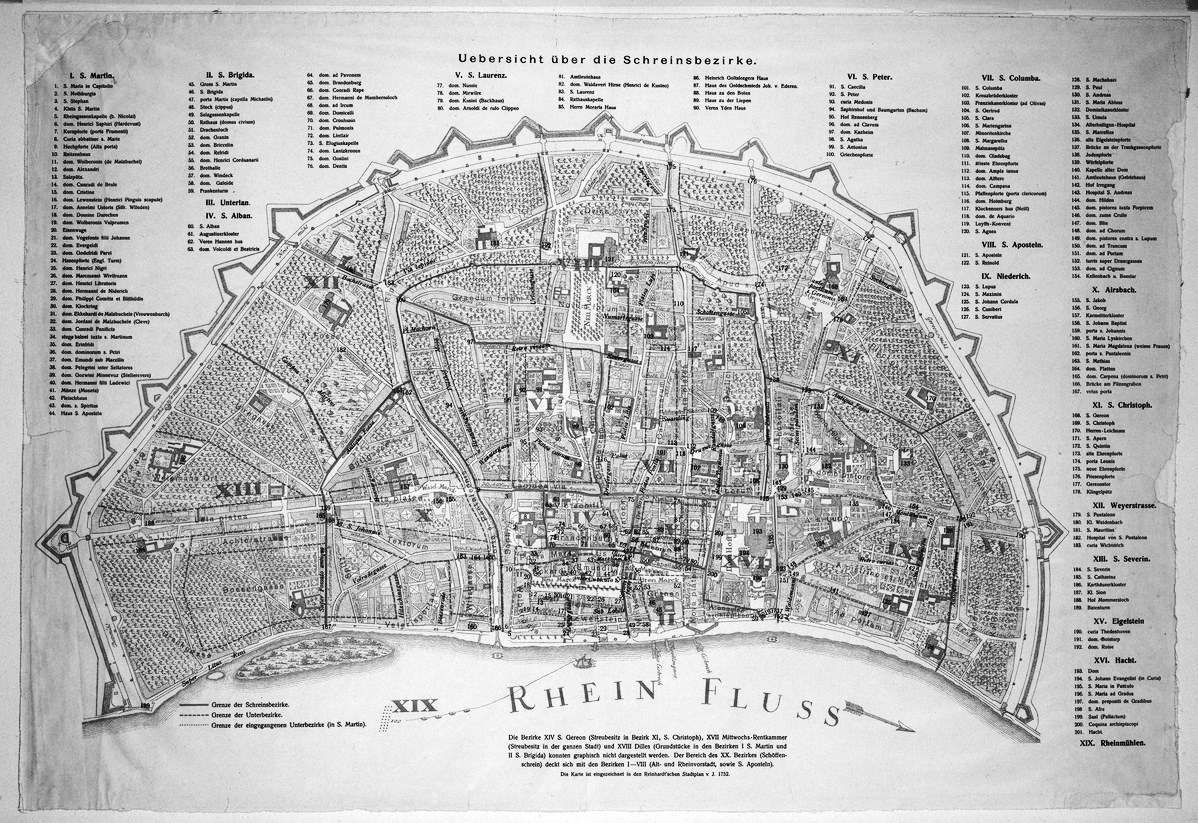
Johann Valentin Reinhardt – Kölner Stadtplan von 1752

Der Kölner Stadtplan von 1752 von Johann Valentin Reinhardt zeigt den topografischen Zustand des noch mittelalterlichen Köln vor den signifikanten Veränderungen des 19. Jahrhunderts aus der Vogelperspektive.

## Vorgeschichte

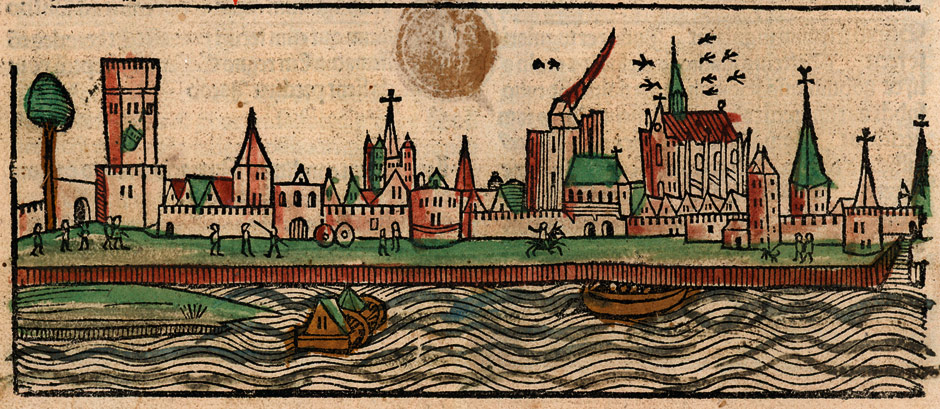
Werner Rolevinck – Stadtansicht Köln (1479)

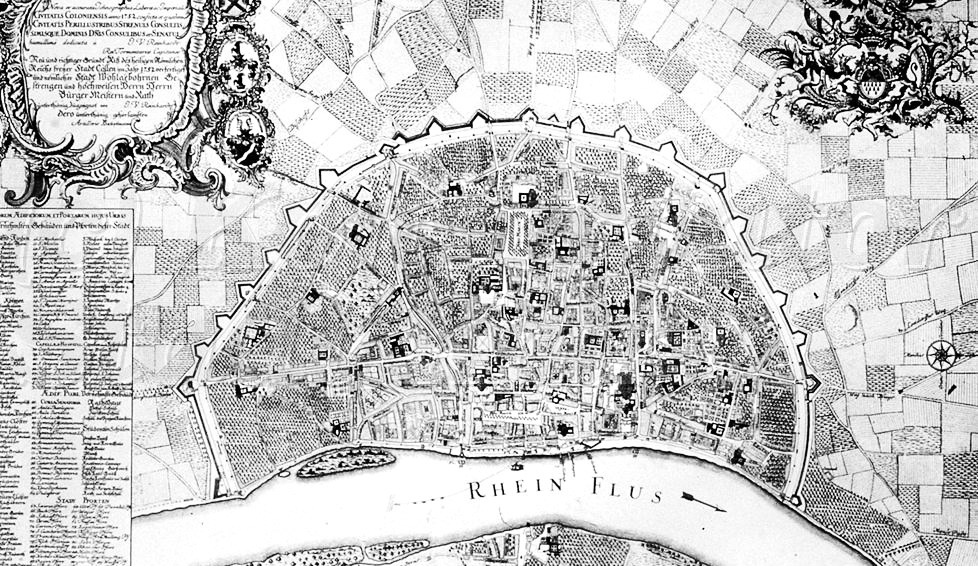
Johann Valentin Reinhardt – Kölner Stadtplan von 1752 (Deckblatt)

Als kartografisch wertvoll gelten für Historiker insbesondere die realitätsabbildenden Stadtansichten. Hierzu gehören die Stadtansicht von Werner Rolevincks Fasciculus temporum („Versammlung der Zeiten“), der 1479 die erste gedruckte Ansicht Kölns beim Kölner Buchdrucker Heinrich Quentell herausbrachte. Eine herausragende Stellung nimmt das monumentale Stadtpanorama von Anton Woensam aus dem Jahre 1531 ein. Die Kölner Stadtansicht von 1570 des Arnold Mercator liefert eine Baubeschreibung auf geometrischer Grundlage im Maßstab von etwa 1:2450. Er zeichnete keine reine Vogelschauperspektive, sondern ermöglicht durch seine Aufrisstechnik die Betrachtung einzelner Bauwerke, die er detailfreudig bis hin zu Fenstern und Türen einzeichnete. Frans Hogenberg (nach 1572) und Sohn Abraham Hogenberg (1609) brachten wieder Kölner Stadtansichten mit Vogelschauperspektive heraus.

## Reinhardts Stadtplan
Über den zeichenbegabten Johann Valentin Reinhardt (* 29. Dezember 1712 in Ohrdruf/Thüringen; † 4. November 1769 in Köln) ist nur wenig bekannt. Er entwarf im Jahre 1747 den Grundriss einer Kölner Ziegelbäckerei vor dem Severinstor und stand seit 1747 im Dienste der Stadt Köln als Hauptmann. 1748 trat er aus Anlass seiner Hochzeit zum Katholizismus über. Am 5. Mai 1751 beschloss der Rat der Stadt Köln, ihn zum Nachfolger des verstorbenen Artilleriehauptmanns Johann Peter Solff (* 7. Juli 1688; † 7. April 1751) zu benennen. In dieser Funktion leitete er eine etwa 50 Mann starke Artillerietruppe, 1754/1755 erwarb er in Köln ein Haus. Grundrisse einer neuen Ziegelbäckerei vor dem Eigelsteintor legte er am 18. März 1754 und 22. Dezember 1755 vor.
Seine kartografische Arbeit muss er etwa 1749 begonnen haben, denn erst 1751 lag eine Reinzeichnung vor. Ob er im Auftrage des amtierenden Bürgermeisters Johann Balthasar Josef von Mülheim handelte, ist unsicher. Jedenfalls unterstützte der Bürgermeister die Herstellung mit „einer Summe Geldes.“ Der Nürnberger Kupferstecher Michael Rößler übertrug die Reinzeichnung zwischen 1752 und 1753 in Frankfurt auf eine einzige Kupferplatte. Dabei dekorierte Rößler wohl eigenmächtig das Rheinufer mit zahlreichen Schiffen. Nach Herstellung einiger Probedrucke im Jahre 1753 wurden diese Schiffe wieder entfernt, die Legende an mehreren Stellen überarbeitet und bis zur Nr. 100 erweitert. Allerdings wurden die Kupfergasse und die Langgasse vertauscht, die in der Reinzeichnung noch korrekt verzeichnet waren. Der Kölner Stadtplan von 1752 zeigt den topographischen Zustand des seit über 500 Jahren in der Stadtstruktur nicht mehr wesentlich veränderten mittelalterlichen Köln vor den signifikanten Veränderungen des 19. Jahrhunderts. Die Säkularisation führte ab 1802 zum Abriss zahlreicher Sakralbauten, die Stadtmauer wurde ab 1881 niedergelegt. Reinhardt bildet deshalb eine Situation ab, wie sie weitgehend auch 1802 noch bestand. Friedrich Everhard von Mering stellte 1839 fest, dass aus Reinhardts Stadtplan von 1752 ersichtlich sei, dass das alte Köln bei weitem kleiner als zu seiner Zeit sei.

## Ikonografische Deutung

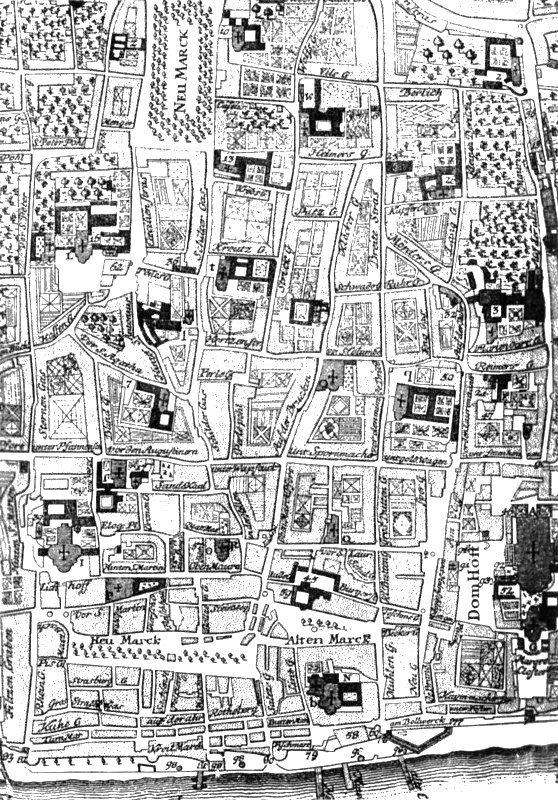
Johann Valentin Reinhardt – Kölner Stadtplan von 1752 (Detail: zwischen Neumarkt, Heumarkt und Alter Markt)

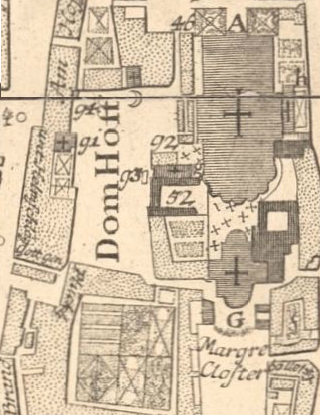
Johann Valentin Reinhardt: Kölner Stadtplan von 1752, Domhof (S ↔ N). Legende:
A – Metropolitana (Domchor)
G – St. Maria ad Gradus
g – St. Johann Evangelist
– Hospit. Spirit. Sanct.
52 – Seminarium (früher:
Linneper Hof)
91 – Official-Gericht
92 – Hoch gericht
93 – Blauer Stein
94 – Hacht

Reinhardts Plan im Maßstab 1:2450 misst 90 × 57 cm und ist – wie die meisten mittelalterlichen Karten – nach Westen ausgerichtet. Reinhardt und Michael Rössler veröffentlichten ihn 1752 in Nürnberg. Es handelte sich um den ersten geometrisch exakten Plan der Stadt. Mehrere Korrekturen sind bis zur Veröffentlichung vorgenommen worden, auch die nicht sofort korrigierte Verwechslung von Kupfergasse und Langgasse. Die Vogelschau bietet keine baulichen Details, unterscheidbar sind im Plan lediglich Bauwerke, Grünflächen und Straßenverläufe. Die Hohe Straße ist noch aufgeteilt (von Süden nach Norden) in „Unter Pfannenschläger“, „Vor den Augustinern“, „Unter Spormacher“ und „Unter gold Waagen“. „Neu Marck“ (Neumarkt), „Heu Marck“ (Heumarkt) und „Alten Marck“ (Alter Markt) stellte er als mit Bäumen bepflanzte Plätze dar, auf denen kleinere Bauwerke stehen. Das „Heilige Köln“ besaß nach Reinhardts Stadtplan 19 Pfarrkirchen, 11 Stiftskirchen, 2 Abteien, 14 Männer- und 27 Frauenklöster sowie 2 Kommendenkirchen. Aus der Karte ergibt sich, dass der mit Gebäuden besetzte Flächenraum der Stadt nicht größer war als 250 Jahre vorher.
Auf der ersten Seite sind 6 Wappen von Bürgermeistern abgebildet – jeweils drei übereinander – die folgende Namen enthalten. Frantz Josef von Herrestorff, Frantz Caspar von Wymar, Dominus in Pesch, Johann Peter von Herweg, Ferdinand Joseph von Beyweg, Melchior Rutger von Kerich und Johann Balthasar Joseph von Mülheim. Auf derselben Seite befindet sich oben rechts das reich verzierte Kölner Wappen, weiter unten ein Verzeichnis „der Fürnehmsten Gebäuden und Pforten dieser Stadt“. Der Titel wird in Lateinisch und Deutsch angegeben: „Nova et accurata Ichnographia Liberæ ac Imperialis Civitatis Coloniensis anno 1752 confecta et ejusdem Civitatis Perillustribus Strenuis Consultissimisque Dominis Dnis Consulibus et Senatui humillimé dedicate á J. V.Reinhardt Rei Tormentariæ Capitaneo“, „Neu und richtiger Grundt Riß des heiligen Römischen Reichs freÿer Stadt Cöllen im Jahr 1752 verfertiget und nemlicher Stadt Wohlgebohrnen Gestrengen und hochweisen Herrn Herrn Bürger Meistern und Rath unterthänig zugeeignet von J. V. Reinhardt Dero unterthänig gehorsamsten Artillerie Hauptmann“.
Reinhardts Karte bildete die Grundlage für historische Werke. Der Historiker Leonard Ennen legte für die Straßenverläufe in seinen Büchern Reinhardts Plan zugrunde, Hermann Keussen benutzte in seinem Plan der Schreinsbezirke den Stadtplan von 1752, der die Grundlage für alle bisher existierenden Pläne der Schreinsbezirke darstellt. Reinhardt zeichnete das Stadtbild wenige Jahrzehnte vor der Franzosenzeit.
Im Februar 1755 erstellte Reinhardt einen „richtigen Grund Riss des Deutzer Werths nebst Situation des Rheinflusses zwischen der Stadt Cöllen und Deutzs“. Er unterwarf das Rheinbett einer genaueren Untersuchung und lokalisierte 1766 die alte Römerbrücke in Höhe des heutigen Salzgassentors und der Deutzer Abtei. Dabei fand er die Reste von 3 massiven Pfeilern. Reinhardt erstellte im Februar 1784 auch einen ausführlichen Lageplan von Deutzer Werth, Schnellert und dem linksrheinischen Ufer vom Bayenturm bis zum Frankenturm mit den Sandbänken und den Kribben vor dem Eisgang ab 27. Februar 1784.

## Verbleib
Im Historischen Archiv der Stadt Köln existierten neben der originalen Handzeichnung von 1751 eine Akte unter anderem mit Vertragsunterlagen und Rechnungen, die originale Kupferplatte, ein Probedruck, mindestens ein Druck des Endzustands sowie weitere Drucke mit späteren thematischen Eintragungen.